# Geranium caespitosum
Geranium caespitosum är en näveväxtart som beskrevs av Edwin James. Geranium caespitosum ingår i släktet nävor, och familjen näveväxter. Inga underarter finns listade i Catalogue of Life.